# 威利斯顿 (北达科他州)
威利斯顿（英語：Williston），是美国北达科他州下属的一座城市。根据2010年美国人口普查，该市有人口14,716人。2011年估计该市有人口16,006人，相对于2010年，增长率为8.77%。